# Orthonama vittata
Orthonama vittata là một loài bướm đêm thuộc họ Geometridae. Loài này có ở khắp châu Âu.
Sải cánh dài 23–26 mm. Chiều dài cánh trước là 11–14 mm. Con trưởng thành bay từ the beginning of tháng 5 đến giữa tháng 9 .
Sâu bướm ăn các loài various bedstraw.

## Hình ảnh

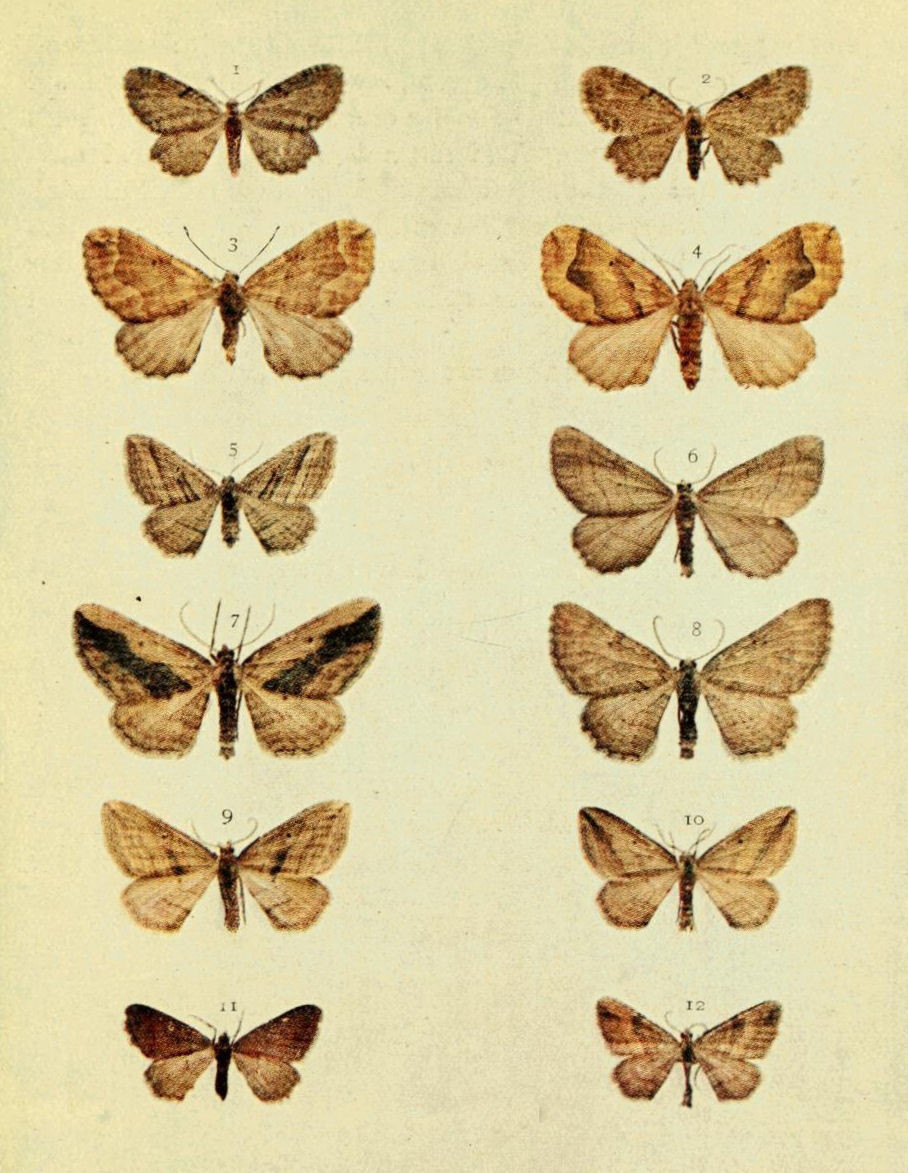
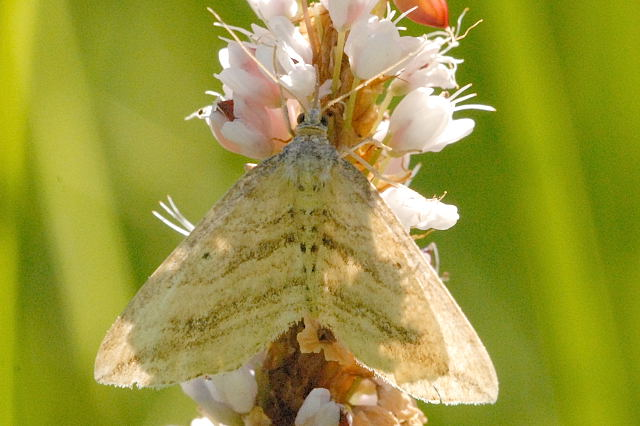